# Sauber C36
La Sauber C36 è una vettura da Formula 1 realizzata dalla Sauber per prendere parte al Campionato mondiale di Formula 1 2017.

## Livrea

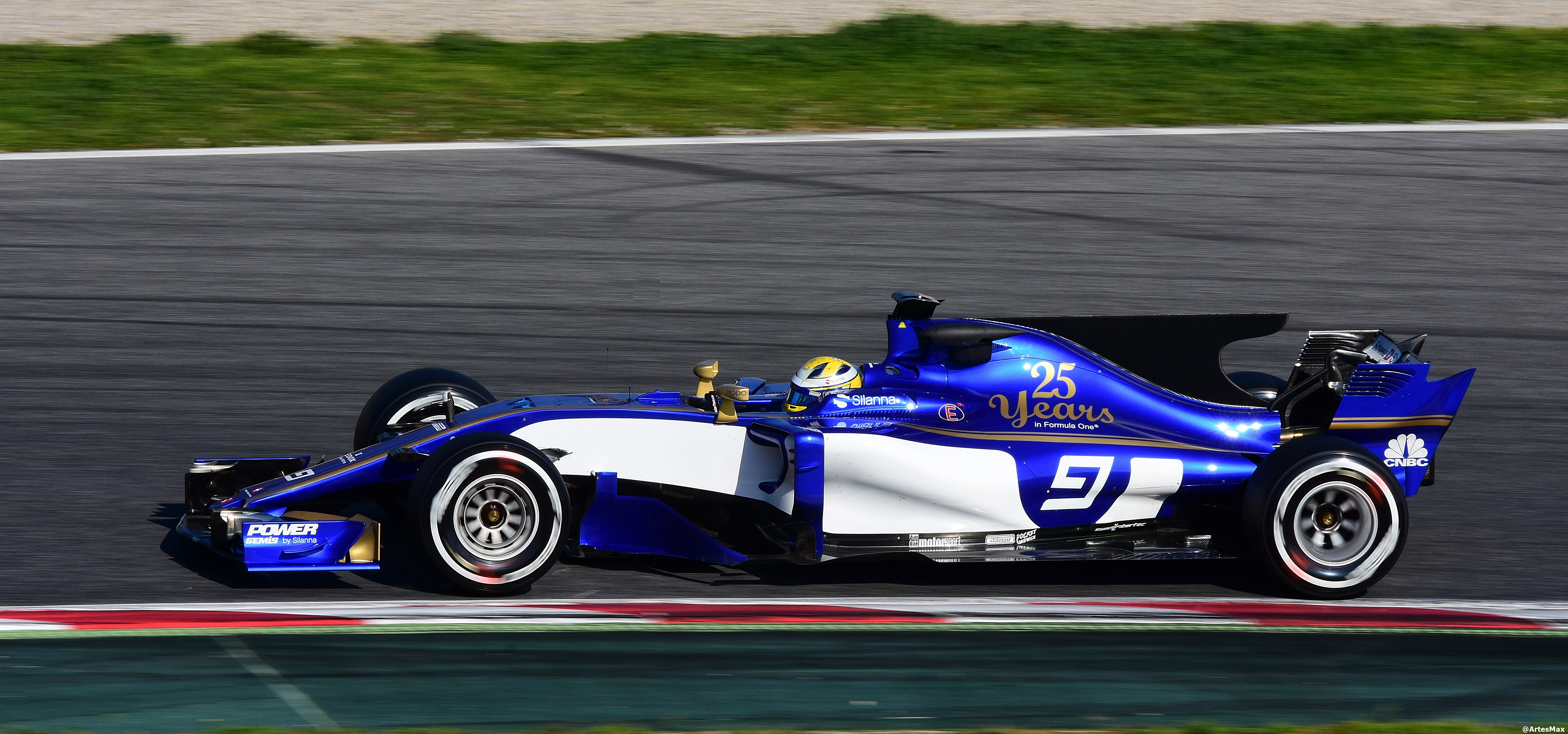
Vista laterale

La livrea continuò a mantenere il blu come colore predominante, ma vennero aggiunti il bianco e delle finiture dorate. La carrozzeria celebrava i 25 anni di attività della scuderia svizzera in Formula 1 con una scritta dorata sulla pinna.

## Carriera agonistica

### Test
| Team   | 27 febbraio     | 28 febbraio        | 1º marzo        | 2 marzo            |
| ------ | --------------- | ------------------ | --------------- | ------------------ |
| Sauber | Marcus Ericsson | Antonio Giovinazzi | Marcus Ericsson | Antonio Giovinazzi |

### Stagione
I primi due Gran Premi stagionali videro il terzo pilota della Scuderia Ferrari, Antonio Giovinazzi, sostituire Pascal Wehrlein infortunatosi durante la Race of Champions.
Dopo alcune gare opache per la scuderia elvetica, i primi punti della stagione arrivarono proprio grazie a Wehrlein, che al Gran Premio di Spagna concluse settimo, ma venne retrocesso in ottava posizione per una penalità di 5 secondi, inflittagli per non essere entrato correttamente nella pit lane. In occasione della gara catalana anche Marcus Ericsson sfiorò la zona punti, chiudendo all'undicesimo posto.
Il pilota tedesco riuscì poi a conquistare un altro punto a Baku, dove si classificò decimo. Il Gran Premio d'Azerbaigian fu anche il primo nel quale Monisha Kaltenborn non coprì più la carica di team principal dopo sette anni; a sostituirla fu l'ex Renault Frédéric Vasseur. Dopo quel Gran Premio però la Sauber non riuscì più a conquistare punti e il miglior risultato della seconda metà di stagione fu un dodicesimo posto. 
Il piazzamento finale nella classifica costruttori fu il decimo e ultimo posto, con soli 5 punti conquistati. 
Alla vigilia del Gran Premio d'Ungheria, la Sauber comunicò che anche per la stagione 2018 sarebbe stata motorizzata Ferrari.

## Piloti
| Piloti ufficiali    | Piloti ufficiali   | Piloti ufficiali |
| Nazione             | Nome               | Numero           |
| ------------------- | ------------------ | ---------------- |
| Svezia (bandiera)   | Marcus Ericsson    | 9                |
| Germania (bandiera) | Pascal Wehrlein    | 94               |
| Italia (bandiera)   | Antonio Giovinazzi | 36               |
| Piloti di riserva   |                    |                  |
| Nazione             | Nome               | Nome             |
| Monaco (bandiera)   | Charles Leclerc    | 37               |
| Colombia (bandiera) | Tatiana Calderón   | Tatiana Calderón |

## Risultati in Formula 1
| Anno | Team   | Motore  | Gomme | Piloti     |     |     |     |    |    |     |    |    |    |    |    |     |    |     |    |     |     |     |    |    | Punti | Pos. |
| ---- | ------ | ------- | ----- | ---------- | --- | --- | --- | -- | -- | --- | -- | -- | -- | -- | -- | --- | -- | --- | -- | --- | --- | --- | -- | -- | ----- | ---- |
| 2017 | Sauber | Ferrari | P     | Ericsson   | Rit | 15  | Rit | 15 | 11 | Rit | 13 | 11 | 15 | 14 | 16 | 16  | 18 | Rit | 18 | Rit | 15  | Rit | 13 | 17 | 5     | 10º  |
| 2017 | Sauber | Ferrari | P     | Wehrlein   | SP  |     | 11  | 16 | 8  | Rit | 15 | 10 | 14 | 17 | 15 | Rit | 16 | 12  | 17 | 15  | Rit | 14  | 14 | 14 | 5     | 10º  |
| 2017 | Sauber | Ferrari | P     | Giovinazzi | 12  | Rit |     |    |    |     |    |    |    |    |    |     |    |     |    |     |     |     |    |    | 5     | 10º  |